# پایگاه نیروی هوایی، دریایی کانیوهو بی
پایگاه نیروی هوایی، دریایی کانیوهو بی (به انگلیسی: Marine Corps Air Station Kaneohe Bay) یک فرودگاه نظامی است که یک باند فرود آسفالت دارد و طول باند آن ۲۳۶۹ متر است. این فرودگاه در کشور ایالات متحده آمریکا قرار دارد و در ارتفاع ۷ متری از سطح دریا واقع شده‌است.

## نگارخانه

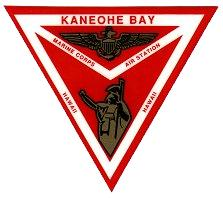
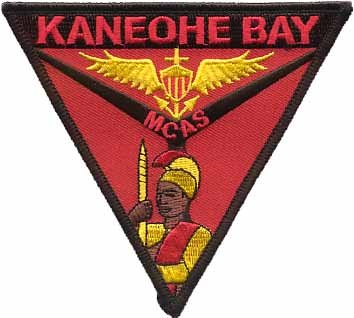